# Svinekam
Svinekam er en udskæring fra en gris. 
Svinekam kan bl.a. bruges til flæskesteg og hamburgerryg, ligesom kammen kan steges som en steg (kamsteg). Svinets hud på kammen kan bruges til fremstilling af flæskesvær. 
| Mad og drikke | Spire Denne artikel om mad og drikke er en spire som bør udbygges. Du er velkommen til at hjælpe Wikipedia ved at udvide den. |